# 108. pehotna divizija (ZDA)
108. pehotna divizija (angleško 108th Infantry Division) je bila fantomska pehotna divizija Kopenske vojske ZDA.

## Zgodovina
Divizija je bila ustanovljena v okviru operacije Fortitude.